# Astronaut Glacier
Astronaut Glacier är en glaciär i Antarktis. Den ligger i Östantarktis. Nya Zeeland gör anspråk på området. Astronaut Glacier ligger 1 439 meter över havet.
Terrängen runt Astronaut Glacier är varierad. Trakten är obefolkad. Det finns inga samhällen i närheten.